# Sepsis sobria
Sepsis sobria är en tvåvingeart som beskrevs av Seguy 1933. Sepsis sobria ingår i släktet Sepsis och familjen svängflugor. Inga underarter finns listade i Catalogue of Life.